# Gießerei Büchsenhausen

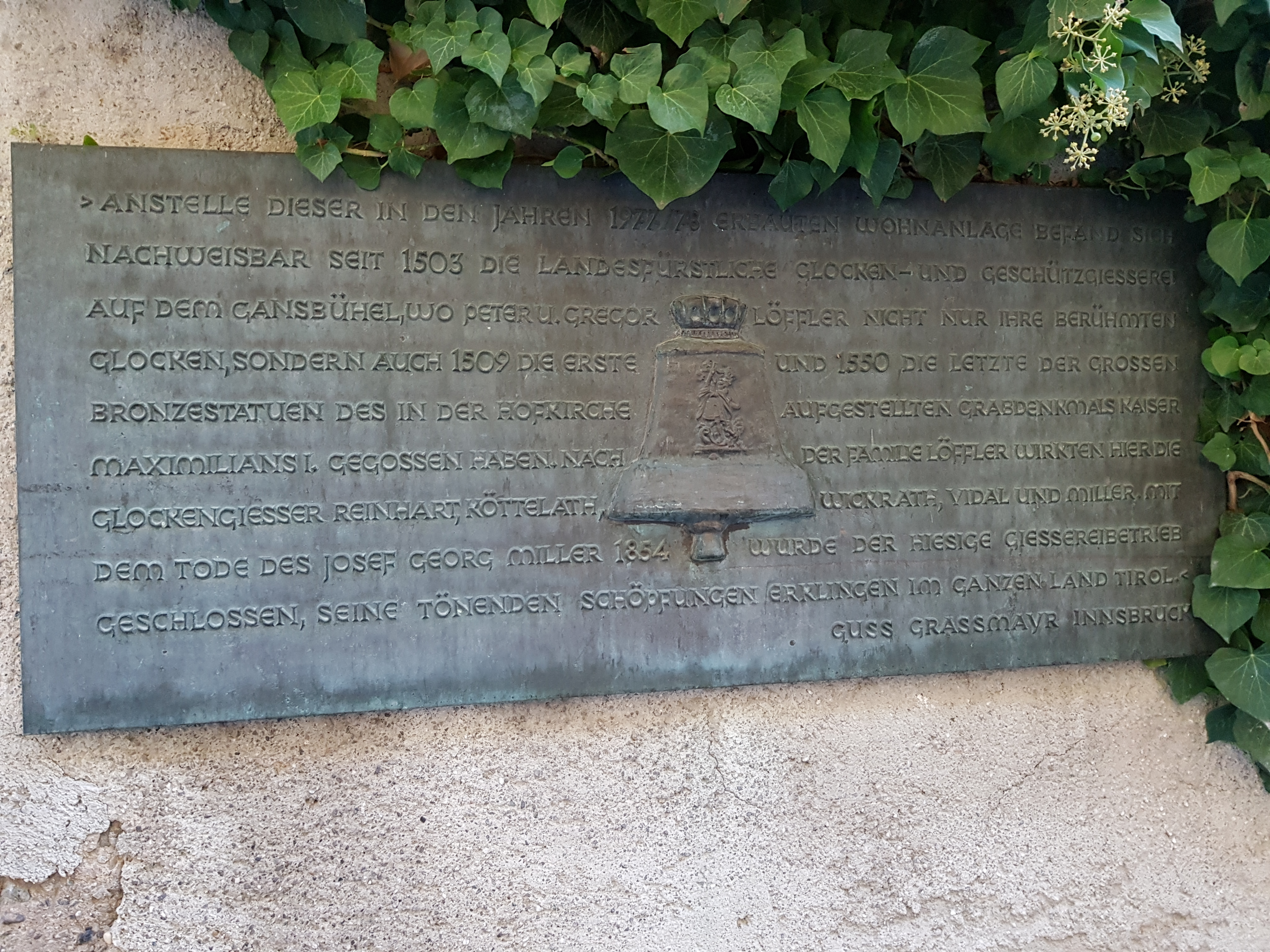
Gedenktafel an der Mauer der ehemaligen Gießerei

Die Gießerei Büchsenhausen, auch Gießerei auf dem Gänsbichl/Gänsbühel, war eine Glocken- und Geschützgießerei in Hötting bei Innsbruck.
Kaiser Maximilian I. machte Tirol zum zentralen Waffenplatz für seine Feldzüge. In und um Innsbruck, insbesondere in Hötting und Mühlau, entstand ein bedeutendes Rüstungszentrum, in dem Kupfer aus den Tiroler Bergwerken zu Geschützen verarbeitet wurde.
Im Jahr 1503 übernahm Peter Löffler eine Gusshütte am Gänsbichl in Hötting, wo er Glocken, „Büchsen“ (Kanonen) und die erste Statue für das Grabmal Kaiser Maximilians I. in der Innsbrucker Hofkirche goss. 1522 übernahm sein Sohn Gregor die Gusshütte und ließ 1539 daneben vom Baumeister Gregor Türing einen Ansitz, das heutige Schloss Büchsenhausen, errichten.
Da die Erben Löfflers das Gusshandwerk nicht mehr betrieben, kaufte Erzherzog Maximilian III. 1604 das Gusshaus und den Ansitz und verpachtete beides dem Büchsengießer Heinrich Reinhart, der unter anderem die Figuren seines Grabmals im heutigen Innsbrucker Dom und die Bronzestatuen für den Leopoldsbrunnen goss. Nach ihm übernahm sein Neffe Friedrich Reinhart (1604–1638) den Betrieb. 1641 heiratete seine Witwe Bartlme Köttelath (Kettelath) den Älteren (* 1608). Er und seine Nachfolger führten die Gießerei weiter und lieferten unter anderem Glocken für St. Georgenberg.
Ab 1774 war die Gießerei im Besitz der Glockengießerfamilie Miller. Simon Peter Miller führte Neuerungen wie die Verwendung einer Barockrippe ein und verhalf der Gießerei zu neuer Blüte. Mit dem Tod Josef Georg Millers 1854 starb die Familie aus und die Gießerei auf Büchsenhausen wurde geschlossen.
An der Stelle der Gießerei befindet sich heute eine 1977/78 errichtete Wohnanlage. Erhalten ist lediglich die rund 80 m lange und 2,5 bis 3 m hohe Mauer entlang der Weiherburggasse, die unter Denkmalschutz steht. An dieser befindet sich eine Gedenktafel.